# Club San Fernando

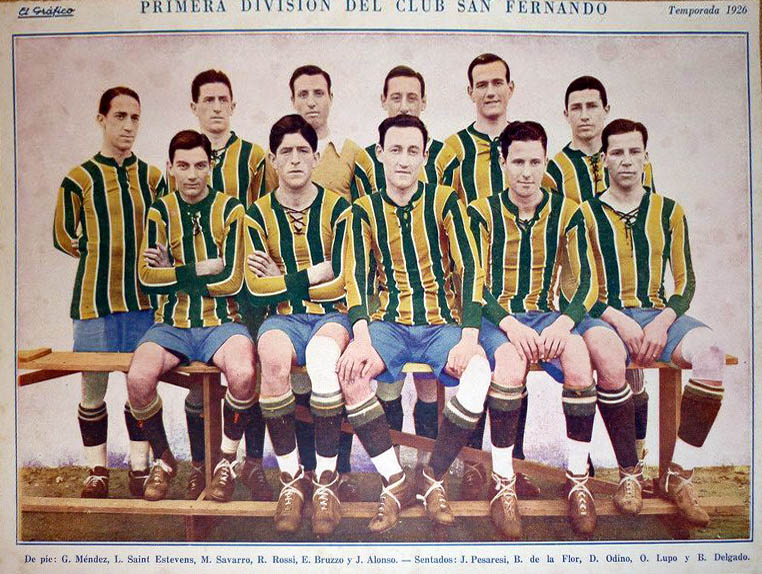
San Fernando, 1926.

Il Club San Fernando è stata una società calcistica argentina di San Fernando, fondata il 25 novembre 1905.

## Storia
La società venne fondata a San Fernando nel 1905 con il nome Club Atlético San Fernando: i fautori della creazione furono dei membri staccatisi dal Tiro Federal. Nel 1919 la società ottenne la promozione alla División Intermedia; affiliatosi alla Asociación Argentina de Football, nel 1922 partecipò per la prima volta a un torneo di massima serie, la Copa Campeonato. Il 3 marzo 1923 cambiò nome in Club San Fernando in seguito alla fusione con il Club Social Unión; nella Copa Campeonato di quell'anno chiuse al 17º posto. Nel 1924 migliorò l'andamento, chiudendo 10º; a questo piazzamento ne seguì uno negativo: nel 1925 terminò al penultimo posto con 13 punti, insieme a Boca Juniors e Argentinos Juniors. Nel 1926, ultimo torneo disputato con la AAF, ottenne la sua miglior posizione: 9º su 18 squadre. Nel 1927 partecipò alla Primera División della neonata AAAF, piazzandosi 15º su 34. In quell'anno, il club contava 700 soci e un capitale di 120.000 pesos. Nel 1928 chiuse 17º su 36, mentre nel corso del Concurso Estímulo 1929 giunse al 7º posto nel gruppo "pari". Nell'ultima edizione della Primera División della AAAF, quella del 1930, si piazzò 19º. La prestazione nel corso della Copa Campeonato 1931 fu estremamente negativa: su 15 partite perse 14 volte e vinse un solo incontro. Il club fu pertanto retrocesso in seconda serie. Nel 1932 al Club San Fernando si aggiunsero i membri del San Fernando Hockey Club.

## Palmarès

### Competizioni nazionali
- Segunda División: 1

1918